# Pardosa glacialis
Pardosa glacialis is een spinnensoort uit de familie wolfspinnen Lycosidae. De soort komt voor in het holarctische gebied
Deze jagende spin kan twee jaar worden en een lengte bereiken van zo'n 4 cm.